# Heteropacha rileyana
Heteropacha rileyana är en fjärilsart som beskrevs av Harvey 1874. Heteropacha rileyana ingår i släktet Heteropacha och familjen ädelspinnare. Inga underarter finns listade i Catalogue of Life.